# The Darkness
The Darkness sono un gruppo hard rock britannico fondato nel 2000 a Lowestoft.  I The Darkness sono diventati famosi con l'uscita del loro album di debutto, Permission to Land, nel 2003 (la formazione originale vedeva Ed Graham alla batteria). Sostenuto dai singoli I Believe in a Thing Called Love, Growing on Me, Get Your Hands off My Woman, e Love Is Only a Feeling, l'album è stato certificato quadruplo platino nel Regno Unito. Nel 2004 la band ha vinto tre Brit Awards: Best British Group, Best British Rock Act e Best British Album.
Dopo un lungo tour a sostegno del loro album di debutto, nel 2005 Poullain lasciò la band e fu sostituito dall'ex tecnico Richie Edwards. Il secondo album in studio della band, One Way Ticket to Hell... and Back, è stato pubblicato nel novembre 2005. L'anno seguente, Justin Hawkins lasciò la band dopo aver completato con successo un periodo di riabilitazione per l'abuso di alcol e cocaina. Di conseguenza, i membri rimanenti formarono gli Stone Gods, e continuarono a esibirsi e registrare senza Hawkins, che in seguito ha avviato il suo progetto, Hot Leg.
Il 15 marzo 2011 i The Darkness annunciano alcuni spettacoli di reunion, con il bassista originale Frankie Poullain, inclusa la partecipazione al Download Festival 2011 e al Festival dell'isola di Wight nel 2012. Il loro terzo album, Hot Cakes, è stato pubblicato il 20 agosto 2012. Ed Graham da allora ha lasciato la band, sentendo che la tensione del tour influenzava la sua vita personale. Nel 2015 è stato annunciato un quarto album in studio, intitolato Last of Our Kind, che è stato pubblicato il 2 giugno 2015. Un quinto album, Pinewood Smile, è stato pubblicato il 6 ottobre 2017 e un anno dopo il 15 giugno 2018 un album live, Live at Hammersmith è stato pubblicato. Il loro sesto album in studio, Easter Is Cancelled, è uscito il 4 ottobre 2019, mentre il settimo, Motorheart, ha fatto la sua comparsa il 19 novembre 2021.

## Storia

### La prima fase
Fratelli, Justin Hawkins (voce e chitarra) e Daniel Hawkins (chitarra) si trovano a Londra quando si imbattono nei loro amici d'infanzia, Frankie Poullain (basso) e Ed Graham (batteria), così nascono i Darkness. Gli esordi li vedono suonare esclusivamente nei pub, ma le loro tute attillate, i loro notevoli assoli di chitarra e il loro essere sopra le righe procura loro ben presto una certa popolarità.

### Permission to Land e successo commerciale (2003-2005)

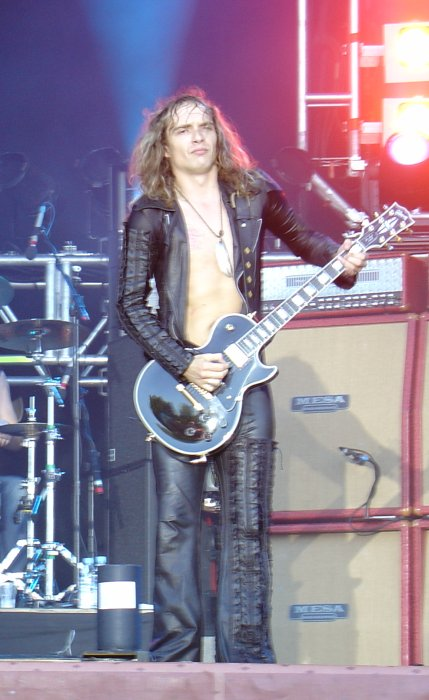
Justin Hawkins

Raggiungono l'apice del successo in Inghilterra nel 2003, quando dominano la messa in onda radiofonica con singoli di grande fama come I Believe in a Thing Called Love e la hit natalizia Christmas Time (Don't Let the Bells End). Il loro album di debutto, Permission to Land, ha raggiunto la prima posizione delle classifiche ed ha venduto, solo nel Regno Unito, più di un milione e mezzo di dischi.
Il successo di questo album ha portato la band in numerosi tour, comprese le tappe europee del Summer Sanitarium Tour 2003 dei Metallica. Hanno poi continuato come artisti principali al Carling Festival nel 2004. La band ha vinto tre BRIT Awards nel 2004: miglior gruppo, miglior gruppo rock e miglior album. Nello stesso anno vincono due premi Kerrang! per il miglior spettacolo live e come migliore band britannica. Il terzo singolo dell'album, "I Believe in a Thing Called Love", è stato un grande successo nel Regno Unito, così "Christmas Time (Don't Let the Bells End)", canzone di natale del 2003. Il brano è stato successivamente incluso in un'"edizione natalizia" del loro album di debutto e pubblicato in alcune aree d'Europa il 22 dicembre 2003. Entrambi i singoli raggiungono la posizione numero 2 nel 2003.
Il 23 maggio 2005 il bassista Frankie Poullain lascia la band nel bel mezzo della registrazione del secondo album, sembrerebbe a causa di "dissensi musicali". Frankie ha negato questa versione dell'accaduto, affermando di essere stato "escluso" e costretto a lasciare il gruppo. Il 13 giugno 2005, i Darkness annunciano che Richie Edwards, ex-tecnico di Dan, ha preso il posto di Frankie al basso.
Nel 2005 Justin Hawkins pubblica un singolo da solista, una reinterpretazione del successo degli Sparks This Town Ain't Big Enough For Both Of Us con lo pseudonimo di British Whale.

### One Way Ticket to Hell... And Backe il declino (2005-2006)
La fine del 2005 vede arrivare la tanto attesa pubblicazione del secondo album, dal titolo One Way Ticket to Hell...And Back, con la produzione di Roy Thomas Baker (celeberrimo per la sua lunga collaborazione con i Queen), uscito nei negozi il 28 novembre. Il primo singolo estratto dall'album è One Way Ticket (14 novembre 2005), seguito da Is It Just Me? e Girlfriend.
La band promuove il secondo album (in seguito disco di platino) con un tour del Regno Unito seguito da un tour mondiale (tappe in Europa, Scandinavia, Stati Uniti d'America, Australia e Giappone). L'estate 2006 vede i Darkness nuovamente impegnati in un tour dei festival europei, tra cui l'Heineken Jammin' Festival (Imola, 17 giugno). In agosto 2006 un articolo accusa Justin di disturbi dovuti al pesante utilizzo di cocaina. Per questo entrerà in una clinica per disintossicarsi, abbandonando la scena musicale. Nel 2018, durante un'intervista al giornale The Sun, rivelerà di aver speso 150.000 sterline in cocaina quando la canzone di Natale generò un introito di 1 milione di sterline in un solo mese.
In risposta alla storia riportata dai media, il seguente messaggio è stato pubblicato sul forum ufficiale di The Darkness:
Nel 2011 Hawkins ha dato una spiegazione diversa per la sua dipartita dalla band, dicendo che se n'era andato perché sentiva che la band aveva smesso di essere creativa.